# Josef Werner Leben
Pour les articles homonymes, voir Leben (homonymie).
 (août 2024).
La mise en forme du texte ne suit pas les recommandations de Wikipédia : il faut le « wikifier ».
Les points d'amélioration suivants sont les cas les plus fréquents. Le détail des points à revoir est peut-être précisé sur la page de discussion.
- Les titres sont pré-formatés par le logiciel. Ils ne sont ni en capitales, ni en gras.
- Le texte ne doit pas être écrit en capitales (les noms de famille non plus), ni en gras, ni en italique, ni en « petit »…
- Le gras n'est utilisé que pour surligner le titre de l'article dans l'introduction, une seule fois.
- L'italique est rarement utilisé : mots en langue étrangère, titres d'œuvres, noms de bateaux, etc.
- Les citations ne sont pas en italique mais en corps de texte normal. Elles sont entourées par des guillemets français : « et ».
- Les listes à puces sont à éviter, des paragraphes rédigés étant largement préférés. Les tableaux sont à réserver à la présentation de données structurées (résultats, etc.).
- Les appels de note de bas de page (petits chiffres en exposant, introduits par l'outil «  Source ») sont à placer entre la fin de phrase et le point final[comme ça].
- Les liens internes (vers d'autres articles de Wikipédia) sont à choisir avec parcimonie. Créez des liens vers des articles approfondissant le sujet. Les termes génériques sans rapport avec le sujet sont à éviter, ainsi que les répétitions de liens vers un même terme.
- Les liens externes sont à placer uniquement dans une section « Liens externes », à la fin de l'article. Ces liens sont à choisir avec parcimonie suivant les règles définies. Si un lien sert de source à l'article, son insertion dans le texte est à faire par les notes de bas de page.
- La présentation des références doit suivre les conventions bibliographiques. Il est recommandé d'utiliser les modèles {{Ouvrage}}, {{Chapitre}}, {{Article}}, {{Lien web}} et/ou {{Bibliographie}}. Le mode d'édition visuel peut mettre en forme automatiquement les références.
- Insérer une infobox (cadre d'informations à droite) n'est pas obligatoire pour parachever la mise en page.

Pour une aide détaillée, merci de consulter Aide:Wikification.
Si vous pensez que ces points ont été résolus, vous pouvez retirer ce bandeau et améliorer la mise en forme d'un autre article.
Josef Werner Leben (7 août 1931 à Dortmund - 24 mars 2010 à Munich) était un graphiste, peintre et sculpteur allemand.

## Biographie

### Enfance
Josef Werner Leben a grandi à Dortmund, dans un milieu modeste façonné par 'exploitation minière . Son père, auquel il était très attaché, était ingénieur des mines et mourut soldat en Italie, juste avant la fin de la Seconde Guerre mondiale en avril 1945. Dans les dernières années de la guerre, Josef Werner vivait en Bavière avec d'autres camarades de classe dans divers endroits, dans une ferme en Basse-Bavière, dans un dortoir scolaire à Bad Wiessee et à la fin de la guerre, lorsque la guerre s'est effondrée, à Bad Reichenhall, depuis que les enfants des villes bombardées comme Dortmund ont été mis en sécurité. La fin, lorsque les Alliés sont arrivés dans cette région, a été le chaos et pour tous les enfants, une expérience formatrice de vie. Josef Werner Leben n'a jamais oublié ces expériences.

### Éducation
De retour à Dortmund après 1945, il a alors 14 ans. En plus de sa scolarité, il reçoit des cours particuliers du peintre Segall. Le besoin de peindre de Josef Werner Leben s'est manifesté très tôt lorsque, à l'âge de 10 ans, il a tendu un drap dans le sous-sol et a essayé de copier un tableau de Jakob van Ruisdael de la même taille que le drap. À 17 ans, en 1948, il remporte un concours parrainé par les gouvernements allemand et anglais. L'affiche sur "l'amitié des deux peuples" lui permet d'entrer à l'Académie des Beaux-Arts de Düsseldorf, où il rencontre Max Ernst et Oskar Kokoschka . Après avoir obtenu son diplôme en 1953, il a commencé à étudier la publicité à la Wuppertal School of Art, l'ancêtre de l'actuelle université Folkwang.
Parallèlement à ses études, Leben s'est porté volontaire dans un bureau de dessin pour une entreprise de construction de grues en tant que dessinateur technique, travaillant occasionnellement sous terre dans une mine de charbon ou aidant à mettre en place une foire commerciale à Leipzig en 1956. De par son activité graphique et son intérêt pour les nouveaux contacts, bénéfiques pour sa carrière professionnelle, il s'avère qu'en 1956 à la Foire de Leipzig, un visiteur de la foire l'invite à venir au Brésil.

### Déménagement en Amérique du Sud
En 1956, il voyage au Brésil, commence à travailler comme graphiste et est déterminé à rester au Brésil. Il a voyagé dans la majeure partie de l'Amérique du Sud, comme le Pérou, le Chili, la Bolivie, l'Uruguay, le Paraguay et le Mexique. Jusqu'en 1961, il travaille comme graphiste à São Paulo pour des entreprises internationales. le 11 En septembre 1961, il est arrêté dans son appartement de l'Avenida Paulista à Sao Paulo au petit matin pour espionnage. Du matériel utilisé pour le travail graphique a été retrouvé dans son appartement.
Après un an de détention sans inculpation, un procès de 9 ans a commencé. Josef Werner Leben a utilisé ce temps pour peindre. De nombreux croquis au crayon ont été créés, qui étaient souvent des modèles pour ses peintures. Même dans les premières années d'emprisonnement , il y avait des expositions de ses œuvres dans des galeries bien connues telles que la Galeria de Arte Uirapuru à Sao Paulo , mais sans sa présence personnelle, ce qui lui a été refusé. Des artistes comme Candido Portinari ont exposé avec lui.
Jusqu'en 1971, Josef Werner Leben a pu se remémorer des expositions remarquables de ses œuvres, créées dans des conflits mentaux extrêmes.
La figure du Christ, peinte en 15 stations à partir de 1966/67 en utilisant une technique de spatule avec une épaisse couche de peinture, était pour Josef Werner la vie dans sa signification historique, un symbole de souffrance, de résurrection et d'espoir pour un monde meilleur.

### Retour en Allemagne
Après son retour du Brésil en 1971 via Paris à Munich, Josef Werner Leben a travaillé comme graphiste et peintre indépendant, avec de brèves interruptions qui l'ont amené en Espagne pour réaliser des travaux commandés, tels que des peintures murales. En plus de son travail de graphiste, la peinture était un privilège pour Josef Werner Leben, pour communiquer dans la liberté intellectuelle, libre des contraintes et des normes. En 1972, des expositions notables de son travail ont été présentées en Argentine, au Brésil et au Mexique. Le peintre mexicain David Alfaro Siqueiros l'invite au Mexique et lui propose de travailler avec lui dans le domaine de la peinture murale . Depuis la mort de David Alfaro Siqueiros un an plus tard, Josef Werner Leben n'a pas quitté l'Allemagne pour le Mexique comme il l'avait espéré.

## Style pictural
Le style de peinture des années 1961 à 1970 était expressif. Il utilisait souvent une spatule et de la peinture épaisse. Thèmes religieux et profanes alternent. La transition de l'expressionnisme au surréalisme a été fluide.
La souffrance de Josef Werner a transformé la vie en un niveau qui rend visible les états mentaux. Avec ses œuvres, qui ont attiré beaucoup d'attention dans les expositions, Josef Werner Leben a acquis une grande reconnaissance dans les pays d'Amérique du Sud et au-delà. La peinture est influencée par différents styles . Apartir de 1980, les motifs de ses peintures à l'huile ressemblent à des structures oniriques aux formes végétales et figuratives. Un travail au pinceau fin, axé sur les détails, les couleurs de vitrage appliquées couche par couche, créent des images profondes qui s'alignent comme une toile de fond. Influencé par l'expressionnisme humaniste, par des modèles tels que Francisco de Goya, Diego Velazquez et El Greco, Josef Werner a trouvé la vie et sa propre écriture.
Les œuvres de la vie de Josef Werner font partie de nombreuses collections privées et publiques en Amérique du Sud et en Europe

## Expositions
- JOSE GERALDO VIEIRA, Galerie d'Art Concret, Sao Paulo, 5. mai 1970
- Galerie d'art UIRAPURU, Sao Paulo, 17. Décembre 1970
- Galeria CONTRASTE, Sao Paulo, 7. août 1971
- Galerie 2000, Munich, 6. juillet 1972